# Purble Place
Purble Place е компютърна игра, разработена от Oberon Games и включена в Windows Vista и Windows 7. Представлява образователна игра за деца, която учи на разпознаване на цветове и фигури.

## Мини игри
Състои от три мини игри: Comfy Cakes, Purble Shop и Purble Pairs. Също така има три различни нива на трудност: Лесно, За напреднали и За експерти.
|  | Тази страница частично или изцяло представлява превод на страницата Purble Place в Уикипедия на английски. Оригиналният текст, както и този превод, са защитени от Лиценза „Криейтив Комънс – Признание – Споделяне на споделеното“, а за съдържание, създадено преди юни 2009 година – от Лиценза за свободна документация на ГНУ. Прегледайте историята на редакциите на оригиналната страница, както и на преводната страница, за да видите списъка на съавторите. ВАЖНО: Този шаблон се отнася единствено до авторските права върху съдържанието на статията. Добавянето му не отменя изискването да се посочват конкретни източници на твърденията, които да бъдат благонадеждни. |